# Umma femina
Umma femina är en trollsländeart som beskrevs av Cynthia Longfield 1947. Umma femina ingår i släktet Umma och familjen jungfrusländor. IUCN kategoriserar arten globalt som sårbar. Inga underarter finns listade i Catalogue of Life.